# Musculus flexor digiti minimi brevis (Fuß)
Der Musculus flexor digiti minimi brevis des Fußes (lateinisch für kurzer Kleinzehenbeuger) hat einen gemeinsamen Ursprung mit dem Kleinzehengegensteller (Musculus opponens digiti minimi) an:
- der plantaren (unteren) Seite der Basis des 5. Mittelfußknochens,
- dem langen Sohlenband (Ligamentum plantare longum),
- der Sehnenscheide des langen Wadenbeinmuskels (Musculus peronaeus longus).

Der Ansatz erfolgt an der Basis des Grundgliedes der Kleinzehe. Der Muskel beugt und abduziert (Auswärtsspreizen) die Kleinzehe in deren Grundgelenk.